# Zona d'Operacions del Litoral Adriàtic
La Zona d'Operacions del Litoral Adriàtic (en alemany:Operationszone Adriatisches Küstenland (OZAK) o col·loquialment Zona d'Operacions adriàtica; italià: Zona d'operazioni del Litorale adriatico; Croata: Operativna zona Jadransko primorje; eslovè: Operacijska zona Jadransko primorje) va ser un districte nazi a la costa adriàtica del nord creat durant la Segona Guerra Mundial el 1943. Es va formar fora dels territoris que prèviament havien estat sota el control feixista italià fins que foren ocupats per Alemanya. Incloïa zones que actualment pertanyen a Itàlia, Eslovènia i Croàcia. El territori fou administrat com a territori agregat però no pas incorporat al Reichsgau de Carinthia. La capital de la zona era la ciutat de Trieste.

## Antecedents
L'OZAK va ser establerta el 10 de setembre de 1943, per Adolf Hitler, com a resposta a la capitulació italiana (8 de setembre 1943) i la invasió aliada d'Itàlia del mateix mes. Comprenia les províncies de Udine, Gorizia, Trieste, Pula (Pola), Rijeka (Fiume) i Ljubljana. Per la seva banda, la Zona d'Operacions dels Prealps, comprenia les províncies de Belluno, del Tirol del Sud i del Trentino. Totes dues van ser creades el mateix dia. Formalment pertanyien a la República Social Italiana que governava aquella part d'Itàlia des de Salò fins al Llac Garda que encara no havia estat ocupada pels Aliats. El nom de la zona era un recordatori a les Terres de la Corona de l'antic Imperi Austrohongarès del litoral adriàtic.
L'OZAK mai s'incorporà formalment al Reich alemany però sí depenia del Gau de Caríntia.Friedrich Rainer, el Gauleiter nazi de Caríntia fou designat com a Comissari de Defensa del Reich de l'OZAK, arribant a ser d'aquesta manera  cap de l'administració civil del semi-territori annexionat. La província de Ljubljana va ser confiada a una administració provincial eslovena. El Bisbe de Ljubliana, Gregorij Rožhome, col·laboracionista amb les autoritats nazis, recomanà a Rainer que Leon Rupnik, notori antisemita, fos el president del nou govern provincial de Ljubliana. Rupnik fou nomenat per a tal càrrec el 22 de setembre de 1943. Alhora, el General de les SS Erwin Rösener era designat Conseller al President.

## Activitats genocides
L'OZAK fou escenari d'activitats genocides. El seu comandant, Odilo Globocnik, cap de les SS i de la policia, havia esdevingut un dels dirigents Nazis més temuts a l'Europa Oriental després que liquidés els guetos jueus de Varsòvia i Białystok i que supervisés la construcció dels campaments d'extermini de Chełmno, Belzec, Sobibór, Majdanek, i Treblinka. Va dirigir tots els camps nazis a la Polònia ocupada entre els anys 1941 i 1943. Després de ser breument Gauleiter de Viena, a mitjans de setembre del 1943 fou destinat a Trieste, la seva ciutat natal, on va començar per dur a terme Einsatz R, la persecució sistemàtica de jueus, partisans i anti-polítics nazis a Friuli, Ístria i altres àrees del litoral adriàtic croata. Sota la seva supervisió va entrar en funcionament el Molí arrosser de San Sabba, situat a un suburbi de la ciutat triestina, com a camp de concentració i de trànsit. El camp va ser utilitzat per detenir partisans, presoners polítics i com a lloc de trànsit de població jueva cap als camps d'extermini a Polònia. Aproximadament unes 25.000 persones (italians, croates, eslovens i jueus) van passar pel camp dels quals unes 5.000 foren assassinades. moltes d'elles per gasejament. En l'actualitat el  Molí arrosser de San Sabba és un espai commeratiu.

## Plans alemanys per a la regió

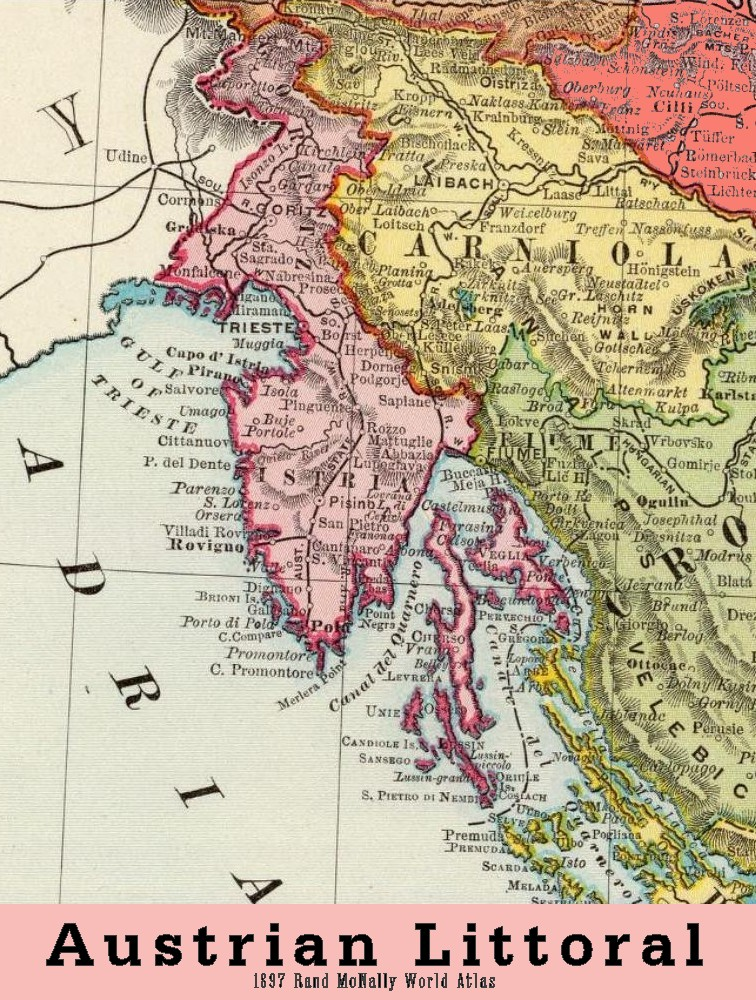
El litoral austríac de l'Adriàtic, amb Gorizia i Ístria en rosa i Carniola en groc

La redefinició política i ètnica del litoral adriàtic va ser considerada durant la guerra però tan sols en un nivell teòric. El Gauleiter Reiner va suggerir al ministre d'afers estrangers Joachim Von Ribbentgrop en un telegrama enviat el 9 de setembre del 1943 l'establiment en un futur de protectorats del Reich a Gorizia, Ístria i Carniola, basant-se en les subdivisions de l'antic Imperi austrohongarès. Tot i això, la inicial política d'ocupació alemanya afavoria la incorporació de l'àrea al Reichsgau de Caríntia. La complexitat ètnica de la regió va ser utilitzada per minimitzar la influència italiana, promoure la segmentació ètnica, i introduir els germànics com a força d'estabilització. Aquesta estratègia es basava en una interpretació de la història de l'Alemanya medieval i de la monarquia dels Habsburg segons la qual els senyors i nobles alemanys van afavorir el desenvolupament econòmic i administratiu de la regió.
El futur de la província de Udine (Central i Occidental Friuli) era incert, però es perseguia una estratègia similar a les altres àrees de la zona d'operacions. En el telegrama anteriorment esmentat, Rainer emfasitzava que la regió de Friuli no era ètnicament italiana, però es componia de parlants de friulès i d'una petita població alemanya i eslovena. Acadèmics alemanys també van presentar suposades proves de la "profunda influència" que la llengua i la cultura alemanyes havien tingut en els Friulians, incloent-hi aquí el manlleu de lèxic i topònims d'origen medieval. Una altra evidència de la vinculació germànica de la regió de Friuli la situaven en el fet d'haver estat una marca de l'Imperi Carolingi o que havia format en els primers segles de la medievalitat del Sacre Imperi Romano Germànic, com també pel paper que van jugar a la regió els senyors feudals alemanys o per l'annexió d'aquest territori al Ducat de Caríntia al segle x. Tot plegat, aquests acadèmics arribaven a la conclusió que els Friulians culturalment eren germànics, que la seva terra era una part antiga de l'imperi alemany i que d'aleshores ençà pertanyien a l'espai "vital alemany" (Lebensraum). Aquests presumptes descobriments eren repetits en els diaris alemanys, tot i que la propaganda de llengua italiana estesa per la província de Udine emfasitva en la distinció ètnica de la població local i no pas en el pangermanisme.

Diverses faccions dins del govern Nazi també pretenien estendre l'àrea de les dues zones operacionals fins i tot més enllà del seus límits inicial tot i que fos en detriment del territori italià. Joseph Goebbels va escriure en el seu diari que l'única frontera "lògica" hauria de ser aquella que inclogués els territoris de l'antic regne habsbúrgic de Llombardia-Venècia. Confiava que la renovada amistat de Hitler amb Benito Mussolini no impediria la realItzació d'aquest objectiu: 
| « | No només no hem de retornar el Tirol del Sud sinó que hem de pensar en dibuixar una línia de frontera més enllà de Venècia. Allò que una vegada va ser possessió austríaca, ha de tornar a ser-ho. Els italians, tant per la seva infidelitat com per la seva traïdoria han perdut tot dret per ser un estat nacional de nou tipus. | » |

Eventualment va arribar a convèncer Hitler que aquest objectiu s'hauria de fer realitat i que Venècia hauria d'estar lligada al Reich dins "algun tipus de confederació".

## Operacions militars a la zona
L'OZAK ostatjava un elevat contingent militar alemany dirigit des de l'1 d'octubre del 1943 pel General der Gebirgstruppe (literalment en català "General de Tropes de Muntanya") Ludwig Kübler. El 28 de setembre de 1944, aquestes unitats van ser reanomenades com a LXXXXVII Cos d'Exèrcit, amb ell com a principal militar.
El 30 d'abril del 1945, diversos milers de voluntaris italians antifeixistes del Comitè d'Aliberament Nacional, es van sollevar contra els nazis. A l'endemà Globocnik assumia el comandament d'un assortiment caòtic de tropes integrades per alemanys i col·laboracionistes que convergeixen a Trieste per iniciar tot seguit la seva retirada d'Itàlia i de Iugoslàvia. A la tarda del 2 de maig es rendien a la 2º divisió novazelandesa manada pel Lloctinent de NZ-Senyor General Bernard Freyberg Tot i això, durant diversos dies van continuar els combats entre l'exèrcit de Josip Broz i el que quedava de la Wehrmacht i dels col·laboracionistes. El 15 de maig els partisans es retiraven de les àrees situades a l'oest del riu Isonzo L'11 de juny les tropes iugoslaves començaven a retirar-se de Trieste.